# Xar
xar (abréviation de eXtensible ARchive format) est un format de fichier d'archivage et un logiciel de compression de données open source. Il a été créé dans le cadre du projet OpenDarwin. Il est utilisé depuis Mac OS X 10.5 pour les images disques, ainsi que comme extension du navigateur Safari depuis la version 5.0.
Le nouveau format de RPM, RPM 5, utilise xar.

## Exemple
Les commandes suivantes analysent le contenu du fichier « image disque » InstallESD.dmg fourni avec l'application d'installation de Mac OS X 10.7 (Lion) :
```
imac:Downloads$
 
ls
Install
 
Mac
 
OS
 
X
 
Lion.app

imac:Downloads$
 
cd
 
"Install Mac OS X Lion.app/Contents/SharedSupport/"

imac:SharedSupport$
 
ls
InstallESD.dmg
OSInstall.mpkg

imac:SharedSupport$
 
xar
 
-t
 
-f
 
InstallESD.dmg
 
|
 
head
Distribution
InstallMacOSX.pkg
InstallMacOSX.pkg/Bom
InstallMacOSX.pkg/Payload
InstallMacOSX.pkg/Scripts
InstallMacOSX.pkg/PackageInfo
InstallMacOSX.pkg/InstallESD.dmg
Resources
Resources/ar.lproj
Resources/ar.lproj/Localizable.strings

```

## /etc/magic
L'extrait de fichier suivant montre le nombre magique utilisé par la commande Unix file pour reconnaître un fichier xar. Cet extrait est tiré du fichier /etc/magic :
```
#-------------------------------------------------------------

# file(1) magic(5) data for xar archive file format

0
     
string
    
xar!
    
xar
 
-
 
eXtensible
 
ARchiver
 
archive
>6
    
beshort
   
x
       
-
 
version
 
%d

```